# 피터슨 자동차 박물관
피터슨 자동차 박물관(영어: Petersen Automotive Museum)은 미국 캘리포니아주 로스앤젤레스에 있는 자동차 박물관이다. 세계에서 가장 큰 컬렉션 중 하나인 피터슨 자동차 박물관은 자동차 역사와 관련 교육 프로그램을 전문으로 하는 비영리 기관이다.